# Haide Klüglein
Haide Klüglein (* 9. Februar 1939 in Magdeburg; † 28. Juli 2020 in Flensburg) war eine deutsche Schwimmerin, die für den Flensburger Schwimmklub startete. Als erste Schwimmerin des Vereins nahm Klüglein, die „Grande Dame des FSK“ zusammen mit ihrem Mann Hans „Ecki“ (Eckhart) Klüglein 1998 an einer Weltmeisterschaft teil.
Die mehrfache schleswig-holsteinische Landesrekordhalterin (Stand 2014), Deutsche Meisterin (2011 und 2013 über 2,5 km Freiwasserschwimmen) und deutsche Vizemeisterin (2005 über 400 und 800 m Freistil) sowie achtmalige WM-Teilnehmerin (Stand 2014) erzielte ihre größten Erfolge auf Langstrecken im Freiwasserschwimmen  der Masters, die Klüglein in der Regel durch zwei Kurzstrecken ergänzt. Vor jedem Wettkampf im Freiwasser hat die Ausnahmesportlerin dabei die Angewohnheit, die offiziell angegebene Wassertemperatur – der Deutsche Schwimmverband etwa schreibt bei Deutschen Meisterschaften im Allgemeinen mindestens 16 °C vor – mit eigenem Thermometer zu überprüfen.

## Erfolge (Auswahl)

### Bestplatzierungen
| Erfolge | Erfolge                                                              | Erfolge        | Erfolge                            | Erfolge     | Erfolge    |
| Jahr    | Wettkampf                                                            | Ort            | Disziplin                          | Platzierung | Zeit       |
| ------- | -------------------------------------------------------------------- | -------------- | ---------------------------------- | ----------- | ---------- |
| 1998    | VII. FINA World Masters Championships                                | Casablanca/MAR | 50 m Rücken (AK 55)                | 8. Platz    | 0:49,81    |
| 2005    | Deutsche Meisterschaften (DM) Masters                                | Köln/GER       | 400 m Freistil (AK 65)             | 2. Platz    |            |
| 2005    | Deutsche Meisterschaften (DM) Masters                                | Köln/GER       | 800 m Freistil (AK 65)             | 2. Platz    |            |
| 2009    | Deutsche Meisterschaften im Freiwasserschwimmen 2009                 | Lindau/GER     | 5 km Freiwasserschwimmen (AK 70)   |             |            |
| 2009    | Internationale Deutsche Meisterschaften der Masters „Lange Strecken“ | Uelzen/GER     | 400 m Freistil (AK 70)             | 3. Platz    | 8:37,39    |
| 2009    | Internationale Deutsche Meisterschaften der Masters „Lange Strecken“ | Uelzen/GER     | 800 m Freistil (AK 70)             | 3. Platz    | 17:24,91   |
| 2010    | 13th FINA World Masters Championships                                | Göteborg/SWE   | 50 m Rücken (AK 70)                | 9. Platz    | 0:52,97    |
| 2010    | 13th FINA World Masters Championships                                | Göteborg/SWE   | 50 m Brust (AK 70)                 | 13. Platz   | 0:55,88    |
| 2011    | Internationale Deutsche Meisterschaften im Freiwasserschwimmen 2011  | Rostock/GER    | 2,5 km Freiwasserschwimmen (AK 70) | 1. Platz    | 1:09:19,54 |
| 2012    | 14th FINA World Masters Championships                                | Riccione/ITA   | 50 m Brust (AK 70)                 | 15. Platz   | 0:54,67    |
| 2012    | 14th FINA World Masters Championships                                | Riccione/ITA   | 50 m Rücken (AK 70)                | 14. Platz   | 0:53,43    |
| 2012    | 14th FINA World Masters Championships                                | Riccione/ITA   | 3 km Freiwasserschwimmen (AK 70)   | 12. Platz   | 58:20,5    |
| 2013    | Deutsche Meisterschaften im Freiwasserschwimmen 2013                 | Duisburg/GER   | 2,5 km Freiwasserschwimmen (AK 70) | 1. Platz    | 1:09,56,34 |
| 2013    | 14th Arena European Masters Championships 2013/Open Water            | Eindhoven/NED  | 3 km Freiwasserschwimmen (AK 70)   | 4. Platz    | 1:25:00.00 |
| 2014    | 15th FINA World Masters Championships                                | Montreal/CND   | 50 m Brust (AK 75)                 | 7. Platz    | 0:56,89    |
| 2014    | 15th FINA World Masters Championships                                | Montreal/CND   | 50 m Rücken (AK 75)                | 7. Platz    | 0:56,18    |
| 2014    | 15th FINA World Masters Championships                                | Montreal/CND   | 3 km Freiwasserschwimmen (AK 75)   | 7. Platz    | 1:04:33,70 |
| 2017    | Deutsche Meisterschaften (DM) Masters „kurze Strecken“               | Magdeburg/GER  | 50 m Brust (AK 75)                 | 3. Platz    | 1:06,08    |
| 2017    | Deutsche Meisterschaften (DM) Masters „kurze Strecken“               | Magdeburg/GER  | 50 m Rücken (AK 75)                | 3. Platz    | 1:00,16    |

### Rekorde
| Rekorde | Rekorde         | Rekorde                           | Rekorde    |
| Jahr    | Rekord          | Disziplin                         | Zeit       |
| ------- | --------------- | --------------------------------- | ---------- |
| 2004    | SH-Landesrekord | 400 m Freistil, 25-m-Bahn, AK 65  | 7:34,82    |
| 2005    | SH-Landesrekord | 1500 m Freistil, 25-m-Bahn, AK 65 | 30:02,79   |
| 2007    | SH-Landesrekord | 5000 m Freistil, AK 65            | 1:56:03,63 |
| 2010    | SH-Landesrekord | 5000 m Freistil, AK 70            | 2:06:30,35 |

## Ehrungen
Haide Klüglein ist aufgrund ihres „besonderen Einsatzes für den FSK“ seit 2009 Ehrenmitglied des Vereins. Die Stadt Flensburg zeichnete Klüglein 2006 mit der Verdienstnadel in Gold, 2009 mit der Verdienstnadel in Bronze und für ihre Norddeutsche Meisterschaft über 50 m Rückenschwimmen 2015 mit der Verdienstnadel in Silber aus. Vom Sportverband Flensburg erhielt sie 2007 den Ehrenbecher der 1. Stufe, vom Landessportverband Schleswig-Holstein 2011 die Meisterschaftsplakette und vom Schleswig-Holsteinischen Schwimmverband 2004 die Ehrennadel.